# Ривър Плейт
 Тази статия е за аржентинския отбор.  За несъществуващия вече уругвайски отбор с това име вижте ФК Ривър Плейт.  За съществуващия уругвайски Ривър Плейт вижте Ривър Плейт Монтевидео.
Клуб Атлетико „Ривър Плейт“ (на испански: Club Atlético River Plate), по-известен само като „Ривър Плейт“, е аржентински спортен клуб, създаден през 1901 г., известен с футболния си отбор. Клубът е базиран в Буенос Айрес и играе на стадион Мас Монументал (букв. „най-големият“) – най-големият стадион в страната и в цяла Южна Америка. Името на клуба е превод на английски на испанското име Рио де ла Плата – реката, в чийто естуар е разположена аржентинската столица. 
Прозвището на футболния отбор е Los Millonarios („Милионерите“), тъй като стадионът му е в престижния квартал Нуньес на столицата Буенос Айрес, повечето от привържениците му са от средната и по-заможната класа на аржентинското общество. 
Въпреки че в клуба се практикуват много спортове, „Ривър Плейт“ е най-известен със своя професионален футболен отбор, който е печелил Примера Дивисион на Аржентина рекордните 38 пъти, последната титла е през 2023 г. Вътрешните постижения включват също 14 национални купи, като през 2021 г. е завоюван Trofeo de Campeones, което прави Ривър Плейт най-успешният отбор в страната във вътрешни състезания с общо 52 титли от най-висока дивизия.
Екипът на отбора е прочут с диагоналната червена лента в основен бял цвят и  другото му прозвище е "Петлите"/Los Gallos. На 26 юни 2011 г. Ривър за първи път в историята си изпадат от Примера.
Ривър има ожесточено съперничество с „Бока Хуниорс“. Мачовете между тях са известни като Суперкласико (Аржентина), а съперничеството между двата отбора е сред най-разгорещените в спорта, поради тяхната местна и световна популярност. 

## История
Отборът е основан след обединяването на двата столични клуба „Росалес“ и „Санта Роса“ на 25 май 1901. Получава името си заради естуара на река Ла Плата, на който е разположена аржентинската столица. Тъй като в основата на създаването на клуба стоят англичани, отборът получава английското название на реката – Ривър Плейт. На един нощен карнавал група играчи и фенове на отбора откраднали огромно парче червен плат, нарязали го на ленти, и го прикрепили към фланелките на футболистите. Така знаменитата диагонална червена лента става неделим елемент от символиката на клуба. В ерата на аматьорския футбол в Аржентина до 1930 отборът става шампион само един път през 1930. От 30-те години на 20 век е и прозвището на клуба Лос Милионариос.

## Успехи
Шампион на Аржентина (аматьорска ера) – 1 път: 1920
Шампион на Аржентина след 1930 – 38 пъти (рекорд): 1932, 1936, 1936 (злато), 1937, 1941, 1942, 1945, 1947, 1952, 1953, 1955, 1956, 1957, 1975, 1975 (Национал), 1977 (Метрополитен), 1979 (М), 1979 (Н), 1980 (М), 1980 (Н), 1981 (Н), 1985 (М), 1989/90, 1991 (Апертура), 1993 (А), 1996 (А), 1997 (Клаусура), 1998 (А), 1999 (А), 2000 (К), 2002 (К), 2003 (К), 2004 (К), 2008 (К), 2014 (Финал) 2020/21, 2022/23
- Копа Либертадорес – 4 пъти: 1986, 1996, 2015, 2018
- Междуконтиненталната купа – 1 път: 1986
- Копа Интерамерикана – 1: 1987
- Суперкопа Судамерикана – 1: 1997
- Копа Судамерикана – 1: 2014
- Рекопа Судамерикана – 1: 2015
- Копа Суруга Bank – 1: 2015

## Легендарни футболисти
- Алфредо Ди Стефано
- Анхел Лабруна
- Марио Кемпес
- Убалдо Фильол
- Даниел Пасарела
- Габриел Батистута
- Енцо Франческоли
- Оскар Руджери
- Хавиер Савиола
- Ариел Ортега
- Пабло Аймар
- Андрес Д`Алесандро
- Макси Лопес
- Ернан Креспо
- Хулиан Алварес